# Treballadors Industrials del Món
Industrial Workers of the World (IWW o els Wobblies, Treballadors Industrials del Món en anglès) és un sindicat fundat als Estats Units d'Amèrica que s'organitza a partir dels principis del sindicalisme revolucionari.

## Història
La IWW nasqué el 27 de juny de 1905 en un congrés fundacional celebrat a Chicago. Al darrere de la fundació del sindicat hi havia el polític socialista Eugene V. Debs, cap del Socialist Party of America, desitjós de disposar d'una central sindical de classe forta, amb unes pràctiques molt més revolucionàries i polítiques que els altres dos grans sindicats del moment: l'American Federation of Labour i el Congress of Industrial Organizations, caracteritzats per la seva pràctica reformista. Els seus afiliats es coneixien amb el nom de Wobblies.
Entre els seus fundadors hi hagué personalitats destacades del moviment obrer i l'esquerra nord-americana com Bill Haywood, James Connolly, Daniel De Leon, Eugene Debs, Thomas Hagerty, Lucy Parsons, Mary Harris «Mother» Jones, William Trautmann o Ralph Chaplin, entre d'altres.
La IWW tenia com a objectiu promoure la solidaritat obrera en la lluita revolucionària per derrocar la classe capitalista; el seu lema era «An injury to one is an injury to all» (un atac contra un és un atac contra tots), que va millorar amb el lema dels Knights of Labor, «an injury to one is the concern of all» (un atac contra un és cosa de tots), que va ser la més popular a la dècada de 1880. En particular, la IWW es va organitzar a causa de la creença entre molts sindicalistes, socialistes, anarquistes, marxistes i radicals que l'AFL no només no havia aconseguit organitzar eficaçment la classe treballadora nord-americana, sinó que provocava la separació més que la unitat dins dels grups de treballadors. mitjançant l’organització d’acord amb principis estrets de branques sectorials. Els Wobblies creien que tots els treballadors haurien d’organitzar-se com una classe, una filosofia que es resumí en el lema de la IWW: «One Big Union» (un gran sindicat).
La IWW defensà el sindicalisme industrial, en oposició al sindicalisme artesanal de la Federació Americana del Treball. Apostava per l'organització de base, en lloc de donar poder als líders de cada sectorial perquè negociessin amb els empresaris en nom dels treballadors. Sense arribara fer un programa revolucionari, la IWW defensava la vaga general com el mitjà pel qual el sistema salarial seria enderrocat i s’iniciariaa un nou sistema econòmic, que posava l’èmfasi en les persones sobre els beneficis, la cooperació sobre la competència.
Una de les contribucions més importants de la IWW al moviment obrer i la justícia social va ser que, quan es va fundar, va ser l’únic sindicat nord-americà que va acollir tots els treballadors, incloses dones, immigrants, afroamericans i asiàtics, a la mateixa organització. Molts dels seus primers membres eren immigrants, i alguns, com Carlo Tresca, Mary Jones, Joe Hill i Elizabeth Gurley Flynn, van ser-ne importants líders.
El 1908, un grup dirigit per Daniel DeLeon va argumentar que l'acció política a través del Partit Laborista Socialista (SLP) de DeLeon era la millor manera d'aconseguir els objectius de la IWW. L'altra facció, dirigida per Vincent Saint John, William Trautmann i Big Bill Haywood, creia que l'acció directa en forma de vagues, propaganda i boicots era més adequada per assolir guanys sostenibles per a la classe treballadora; i s’oposaren a l’arbitratge i a l’afiliació política al SPL. La facció sindicalista revolucionària de Haywood va ser la majoritària i De Leon i els seus partidaris van abandonar l'organització, formant la seva pròpia versió de la IWW, que no tindria massa èxit, i es dissolgué el 1924.
Des d'un primer moment, la IWW es mostrà molt combativa i organitzà algunes de les grans vagues del decenni de 1910 als Estats Units. Tanmateix, la seva rellevància pública arribà pel rebuig a l'entrada dels Estats Units a la Primera Guerra Mundial, la qual cosa suposà l'arrest de molts dels seus quadres i la seva posterior condemna per traïció. Amb tot, vers l'any 1923 tenia uns 100.000 afiliats i influència sobre uns 300.000 treballadors.
En les seves primeres dècades, la IWW va crear més de 900 sindicats ubicats a més de 350 ciutats i pobles de 38 estats i territoris dels Estats Units i 5 províncies canadenques. A tot el país, hi havia 90 diaris i publicacions periòdiques afiliades a la IWW, publicades en 19 idiomes diferents. Els membres de la IWW van estar actius a tot el país i van participar en la vaga general de Seattle de 1919, van ser arrestats o assassinats a la massacre d'Everett, organitzada entre treballadors mexicans al sud-oest, es va convertir en un gran i poderós sindicat d'estibadors a Filadèlfia, entre el 1915 i el 1917, l'Organització de Treballadors Agrícoles (AWO) de la IWW va organitzar més de cent mil treballadors agrícoles migratoris a tot el mig oest i l'oest dels Estats Units.
També va organitzar llenyataires i altres treballadors de la fusta, tant al sud com al Pacífic nord-oest dels Estats Units i el Canadà, entre 1917 i 1924. La vaga de la fusta de la IWW de 1917 va aconseguir la jornada de vuit hores i va millorar considerablement les condicions laborals al nord-oest del Pacífic. Tot i que els historiadors de mitjans de segle donarien el mèrit al govern dels Estats Units i als «avançats magnats de la fusta» per acceptar aquestes reformes, fou la gran vaga de l'IWW que va forçar aquestes concessions.
Des de 1913 fins a mitjans de la dècada de 1930, el sindicat industrial de treballadors del transport marítim (MTWIU) de la IWW va demostrar ser una força a tenir en compte i va competir amb els sindicats AFL en la indústria. El compromís de la unió amb la solidaritat internacional i els seus esforços tingueren èxit en diversos sectors. Ben Fletcher organitzava estibadors predominantment afroamericans als molls de Filadèlfia i Baltimore, altres líders inclouen l’immigrant suís Walter Nef, Jack Walsh, E.F.Doree i el mariner espanyol Manuel Rey. La IWW també va tenir presència entre els treballadors dels ports de Boston, Nova York, Nova Orleans, Houston, San Diego, Los Angeles, San Francisco, Eureka, Portland, Tacoma, Seattle, Vancouver, així com en ports del Carib, Mèxic, Amèrica del Sud, Austràlia, Nova Zelanda, Alemanya i altres nacions. Els membres de la IWW van tenir un paper en la vaga general de San Francisco de 1934 i en els altres esforços organitzatius dels sindicalistes de base de la International Longshoremen's Association a la costa oest.
Tanmateix, tot i que la IWW va guanyar moltes vagues, sovint els costava mantenir els seus guanys. La IWW del 1912 va menystenir els acords de negociació col·lectiva i va predicar la necessitat d'una lluita constant contra l'amo al lloc de treball. No obstant això, va resultar difícil mantenir aquest tipus d'entusiasme revolucionari contra els empresaris. A Lawrence, la IWW va perdre gairebé la totalitat dels seus membres els anys posteriors a la vaga, ja que els empresaris van desgastar la resistència dels seus empleats i van eliminar molts dels sindicalistes més forts. El 1938, la IWW va aprovar permetre convenis amb empresaris, sempre que no afectessin ni frenessin cap vaga.

## Repressió
La lluita i tasca de la IWW es va trobar amb una resistència sense paral·lel per part dels empresaris i governs federals, estatals i locals d'Amèrica; nombroses dels seus membres foren arrestats i condemnats, a penes de presó i fins i tot a mort, sovint acusats de falsos crims. També foren víctimes de pistolerisme i sicaris dels empresaris, que actuaven amb impunitat quan no amb complicitat de les autoritats. El 1914, el sidnicalista, músic i poeta wobbly Joe Hill (Joel Hägglund) va ser acusat d'assassinat a Utah i va ser executat el 1915. El 5 de novembre de 1916, a Everett, Washington, un grup de sicaris emrpesarials dirigits pel sheriff Donald McRae van atacar Wobblies al vapor Verona i van matar almenys cinc membres del sindicat, 6 més van desaparèixer a la ria de Puget Sound.
Durant la Primera Guerra Mundial, el govern dels Estats Units va actuar fermament contra la IWW. El 5 de setembre de 1917, agents del Departament de Justícia dels Estats Units van fer ràzzies simultànies contra dotzenes de seus de l'IWW a tot el país.: es van confiscar 406 llibres d'actes, correspondència, llistes de correu i publicacions, i el Departament de Justícia dels EUA va retirar cinc tones de material de l'oficina general de la IWW a Chicago. Aquest material confiscat va ser explorat per a possibles violacions de la Llei d'espionatge de 1917 i altres lleis, amb vista a un futur processament dels líders, organitzadors i activistes claus de l'organització.
Basat en gran manera en els documents confiscats el 5 de setembre, cent seixanta-sis líders de la IWW van ser acusats per un gran jurat federal a Chicago per conspirar per dificultar el reclutament, fomentar la deserció i intimidar altres persones en relació amb conflictes laborals, segons la nova Llei d'espionatge. 101 un van ser processats en massa davant el jutge Kenesaw Mountain Landis el 1918. El seu advocat era George Vanderveer de Seattle. Tots van ser condemnats, inclosos els que feia anys que no eren membres del sindicat, i van rebre penes de presó de fins a vint anys. Condemnat a presó pel jutge Landis i alliberat sota fiança, Haywood va fugir a la Unió Soviètica on va romandre exiliat fins a la seva mort.

Els membres de la IWW van ser processats segons diverses lleis estatals i federals i els raids de Palmer del 1920 van tenir com a objectiu els membres de l'organització i de tota l'esquerra nord-americans nascuts a l'estranger. El sindicat es recuperà en afiliats els següents anys fins a arribar a un màxim d'afiliats el 1923. Però el 1924 les disputes internes entorn qüestions organitzatives foren un cop fort per al sindicat, que després de tota la repressió ja no recuperaria la seva força dels millors anys, si bé continuà existint com a referència del sindicalisme i moviment obrer més reivindicatiu i combatiu de tendència anarquista o socialista revolucionària.

El Gat Negre (emblema de la IWW)

## Organització
La IWW és una central sindical teòricament sindicalista revolucionària que advoca per ésser el sindicat horitzontal i de classe del proletariat del món. Si bé que encara és un sindicat anglosaxó, té seccions arreu dels països occidentals, les més importants de les quals són Alemanya, Austràlia, Canadà i Gran Bretanya.
Tot i que mai cap document fundacional del sindicat ho ha reflectit, la central sindical es caracteritza per ésser l'organització propera a la tradició anarcosindicalista dels Estats Units. Cal tenir en compte que una de les ideologies dominants dels seus afiliats fou, històricament, l'anarquisme juntament amb el socialisme i comunisme, les quals tenien com a objectiu comú l'abolició del capitalisme.
Encara avui perviu un cert recel de la lluita política que en tot cas ha d'estar subordinada a la lluita econòmica. Un exemple de l'existència del corrent llibertari (i del respecte a les diferents ideologies) és la militància de Noam Chomsky al sindicat. Altres figures històriques del sindicat han estat en canvi socialistes i marxistes, com és el cas de Bill Haywood, James Connolly, Daniel De Leon, Eugene Debs o Elizabeth Gurley Flynn.